# 利亞多瓦 (莫希利夫-波迪利斯基區)
48°29′46″N 27°36′52″E / 48.49611°N 27.61444°E

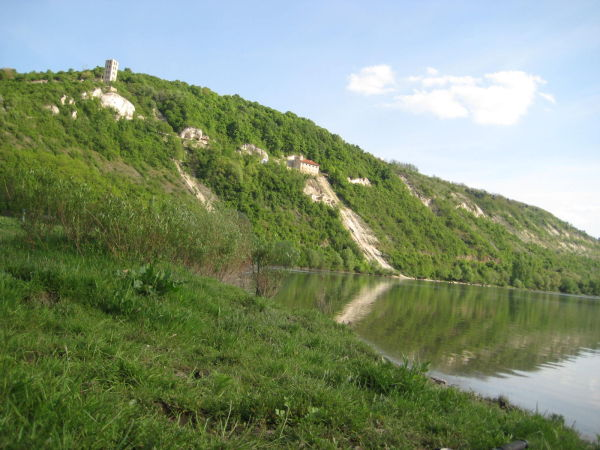

利亞多瓦（烏克蘭語：Лядова），是烏克蘭西南部的村莊，隸屬文尼察州的莫希利夫-波迪利斯基区亚雷希夫市镇。該村始建於1190年，面積3.8平方公里，海拔高度112米，2001年人口805。